# Svetlana Guiguileva
Svetlana Guiguileva, née le 15 mai 1968, est une coureuse cycliste soviétique puis ukrainienne.

## Palmarès sur route

### Championnats du monde
- 1989 Chambéry
  - 24e de la course en ligne
- 1994 Agrigente
  - 6e de la course en ligne
- 1997 Saint-Sébastien
  - 18e de la course en ligne
- 1998 Fauquemont-sur-Gueule
  - 6e de la course en ligne

### Par années
- 1990
  - 3e du Tour de Nedersaksen
- 1994
  - 3e du Schellenberg Rundfahrt
- 1995
  - 2e du GP Presov
- 1998
  - Tour de Feminin - O cenu Ceskeho Svycarska
  - 1re étape du Tour du pays de Interreg Drie
  - 2e du Tour de Nuremberg
  - 2e du Tour du pays de Interreg Drie

### Grands tours

#### Tour d'Italie
- 1998 : 12e

#### La Grande Boucle
- Tour cycliste féminin
  - 1992 : 36e
  - 1994 : 44e